# Schlacht von Marquain
1792

Porrentruy – Marquain – Quiévrain – Verdun – Thionville – Valmy – Lille – Mainz (1792) – Jemappes
1793

Aldenhoven I – Namur – Neerwinden – Mainz (1793) – Famars – Valenciennes (1793) – Arlon (1793) – Hondschoote – Meribel – Avesnes-le-Sec – Pirmasens – Toulon – Fontenay-le-Comte – Cholet – Lucon – Trouillas – Dünkirchen – Le Quesnoy – Menin I – Wattignies – Weißenburg I – Biesingen – Kaiserslautern I – Weißenburg II
1794

Boulou – Landrecis – Menin II – Mouscron – Martinique – Guadeloupe – Tourcoing – Tournai – Kaiserslautern II – San-Lorenzo de la Muga – 13. Prairial – Fleurus – Kaiserslautern III – Vosges – Aldenhoven II
1795

Cornwallis’ Rückzug – Genua – Groix – Hyeres – Handschuhsheim – Mainz (1795) – Mannheim – Loano
1796

Montenotte – Millesimo – Dego – Mondovì – Lodi – Borghetto – Castiglione – Mantua – Siegburg – Altenkirchen – Wetzlar – Kircheib – Kehl – Kalteiche – Friedberg  – Malsch – Neresheim – Sulzbach – Deining – Amberg – Würzburg – Neufundland – Rovereto – Bassano – Limburg – Biberach I – Emmendingen – Schliengen – Caldiero – Arcole – Irland
1797

Fall von Kehl – Rivoli (1797) – St. Vincent – Diersheim – Santa Cruz – Neuwied – Camperduin
Die Schlacht von Marquain war ein Konflikt zwischen Österreich und dem Königreich Frankreich während des Ersten Koalitionskriegs. Sie fand am 29. April 1792 statt und endete mit einer französischen Niederlage.

## Hintergrund
Anfang 1792, als sich die Französische Revolution allmählich radikalisierte und sich jenseits der Grenzen in Städten wie Koblenz konservative royalistische Armée des émigrés formierten, die sich darauf vorbereiteten, einzumarschieren und die Revolution rückgängig zu machen, kam es zwischen Frankreich und anderen europäischen Staaten zu Spannungen über den künftigen Status der Bourbonenmonarchie. Die girondinische Mehrheit in der gesetzgebenden Versammlung befürwortete einen Krieg, insbesondere mit Österreich, um die Stärke der Revolution zu demonstrieren und ihre Errungenschaften (wie die Erklärung der Menschen- und Bürgerrechte von 1789 und die Anfänge der parlamentarischen Demokratie) gegen eine mögliche Rückkehr zu einem absolutistischen Ancien Régime zu verteidigen. Allerdings bestand die reale Gefahr, dass Frankreich im Falle einer großen antifranzösischen Koalition von ausländischen Kräften überwältigt werden würde.
Generalmajor Charles François Dumouriez wurde im März 1792 zum Außenminister ernannt und hatte es bis Mitte April geschafft, durch geschickte Diplomatie die Neutralität aller europäischen Großmächte außer Österreich und Preußen zu erreichen. In der Zwischenzeit organisierte er Pläne für einen lokalen Aufstand in den Österreichischen Niederlanden, indem er mit dem Komitee der Vereinigten Belgier und Lütticher zusammenarbeitete, das die Überreste der Rebellenarmeen repräsentierte, die während der kurz zuvor gescheiterten antiösterreichischen Brabanter und Lütticher Revolution (August 1789 – Januar 1791) gebildet worden waren.

## Invasion
Schließlich erklärte Frankreich Österreich am 20. April 1792 den Krieg. Dumouriez plante, die österreichische Armee innerhalb von 15 Tagen zu besiegen, um einen schnellen Sieg zu erringen. Von Dünkirchen bis Straßburg umfasste die Nordgrenze der französischen Armee 164.000 Soldaten unter der Führung von General Lafayette (Ziele: von Givet bis Namur und Lüttich), Marschall Luckner (Ziele: flämische Städte wie Menen und Kortrijk) und Marschall Rochambeau (Ziele: Quiévrain, Mons und Brüssel). Rochambeaus untergeordneter General Biron und der Marschall des Lagers Théobald Dillon sollten die Invasion leiten. Die französische Armee wurde von Problemen geplagt: Sowohl Lafayette als auch Rochambeau waren überzeugte Royalisten und zweifelten an den Absichten des republikanischen Ministers sowie an der Durchführbarkeit seiner Strategien; die Truppen waren schlecht ausgerüstet, viele von ihnen waren unausgebildete Freiwillige, und sie misstrauten ihren aristokratischen Offizieren; und schließlich gab Königin Marie Antoinette (selbst Österreicherin und zu Recht besorgt, dass eine weitere Radikalisierung der Republikaner sie das Leben kosten würde) diese und spätere Kriegspläne heimlich an die österreichische Regierung in Brüssel weiter, mit Zustimmung von König Ludwig.
Während Biron versucht, Quiévrain und Mons einzunehmen, unternimmt Dillon eine Finte in Richtung Tournai, um die Österreicher mit seiner Truppe zu ködern. Er verlässt Lille mit 10 Schwadronen, 6 Bataillonen und 6 Geschützen und trifft auf den österreichischen Generalmajor Louis-François de Civalart, der mit 3000 Mann auf den Höhen von Marquain lagert. Die österreichischen Plänkler griffen die französische Vorhut so heftig an, dass die Franzosen erkannten, dass Civalart eine Entscheidungsschlacht herbeiführen wollte, während Dillon den Befehl hatte, eine solche zu vermeiden.

## Schlacht
Da er den Feind auf sich zukommen sah und sich seiner eigenen Truppen nicht sicher war (die sich auf dem Marsch von Lille häufig ungehorsam gezeigt hatten), gehorchte Dillon seinen Befehlen und befahl den Rückzug. Bei den ersten Anzeichen eines französischen Rückzugs feuerten die Österreicher mehrmals, obwohl sie außer Reichweite waren, und keiner ihrer Schüsse erreichte Dillons Nachhut. Trotz der Angst der französischen Truppen vor ihren eigenen Generälen gerieten die Kavallerieschwadronen, die den Rückzug deckten, in Panik, genau wie bei Quiévrain. Als sie die Geschütze hörten, stürzten sie sich auf ihre eigene Infanterie und riefen „Sauve qui peut, nous sommes trahis“ („Jeder für sich, wir sind verraten“). Dies stiftet Verwirrung bei den französischen Truppen, die ungeordnet über Baisieux in Richtung Lille fliehen, wobei sie ihr Gepäck, ihre Munition und bis auf 2 Geschütze alles zurücklassen. Dillon versuchte vergeblich, seine sich zurückziehenden Truppen zu sammeln, bevor der Feind angreifen konnte, und wurde von einem seiner eigenen Soldaten erschossen.
Die Truppe formierte sich auf Höhe des Fünfertors neu, wobei eine Mischung aus Soldaten verschiedener Regimenter eine Garnison bildete. Dillons Stellvertreter, der Ingenieur-Oberst Pierre-François Berthois, wurde von den Soldaten aufgehalten, an einem der Zinnen aufgehängt und mit drei oder vier Gefangenen aus einer Kanone erschossen. Der verwundete Dillon wurde auf einem Karren erschossen und bajonettiert. Seine Leiche wurde an den Karren gebunden und durch die Straßen bis zum Grand Place geschleift, wo sie in ein Feuer geworfen wurde, das aus Schildern mehrerer benachbarter Geschäfte bestand. Dillons Cousin Arthur beschwerte sich bei der Versammlung, woraufhin seine Mörder bestraft wurden und seine Witwe eine Rente erhielt, um ihre Kinder aufzuziehen.

## Nachwirkungen
Als seine beiden Untergebenen Dillon und Biron bei ihren Aufträgen scheitern, tritt Rochambeau zurück. Als Lafayette am 30. April von den Niederlagen und dem Rücktritt Rochambeaus erfährt, sagt er auch den Angriff auf Namur und Lüttich ab und wartet auf neue Befehle aus Paris. Das Belgisch-Lütticher Komitee war enttäuscht und fühlte sich betrogen, da Lafayette beide Städte aufgrund seiner zahlenmäßigen Überlegenheit leicht hätte einnehmen können.
Das völlige Scheitern der belgischen Invasion war eine große Demütigung für die Mitglieder der gesetzgebenden Versammlung, in der die linksgerichteten Jakobiner die Girondins beschuldigten und beide die königliche Familie der Verschwörung mit dem österreichischen und preußischen Feind beschuldigten, was auch zutraf. Dies bestärkte die Radikalen in ihrer Ansicht, dass die Könige den Erfolg der Revolution untergruben und dass nur der Republikanismus sie retten könne.